# 杰伊瑟尔梅尔
杰伊瑟尔梅尔，又译贾沙梅尔、斋沙默尔，是印度拉贾斯坦邦杰伊瑟尔梅尔县的一个城镇。总人口58286（2001年）。

## 人口
该地2001年总人口58286人，其中男性33408人，女性24878人；0－6岁人口9336人，其中男5070人，女4266人；识字率63.58%，其中男性为73.34%，女性为50.47%。